# Squeak

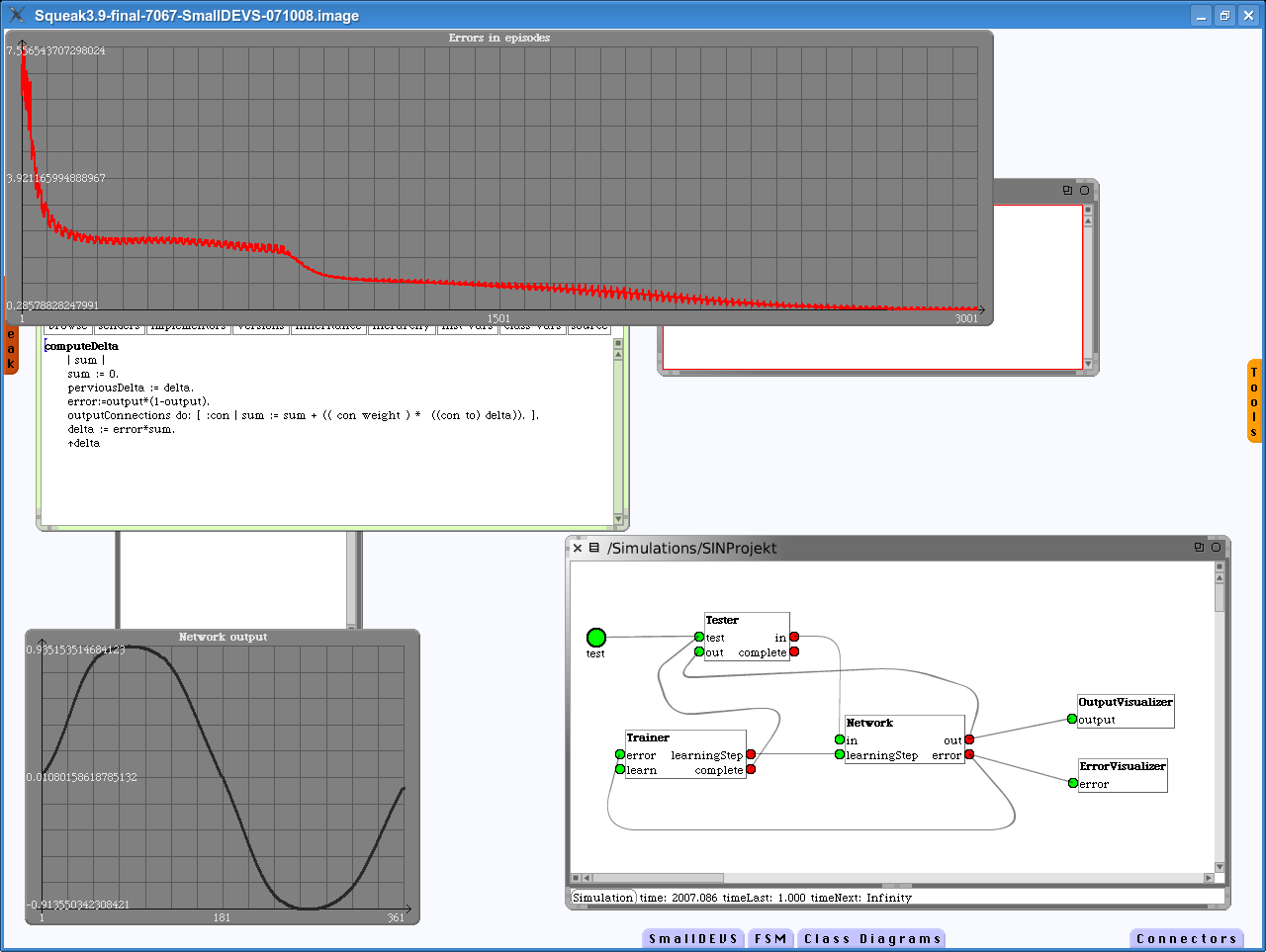
Squeak 3.9

Squeak är en fri implementation av programmeringsspråket Smalltalk. Miljön är baserad på en virtuell maskin som är skriven helt i Squeak. Därför är systemet mycket portabelt och finns för många olika plattformar, bland Windows och olika Unix-varianter.
Squeak skapades av en forskargrupp på Apple.